# Missulena granulosa
Espèce
Synonymes
- Eriodon granulosum O. Pickard-Cambridge, 1869
- Eriodon crassum O. Pickard-Cambridge, 1869
- Eriodon incertus O. Pickard-Cambridge, 1877

Missulena granulosa est une espèce d'araignées mygalomorphes de la famille des Actinopodidae.

## Distribution
Cette espèce est endémique d'Australie-Occidentale.

## Publication originale
- O. Pickard-Cambridge, 1869 : Descriptions of a new genus and six new species of spiders. The Journal of the Linnean Society of London, Zoology, vol. 10, p. 264-276 (texte intégral).